# Unterfarrnbach

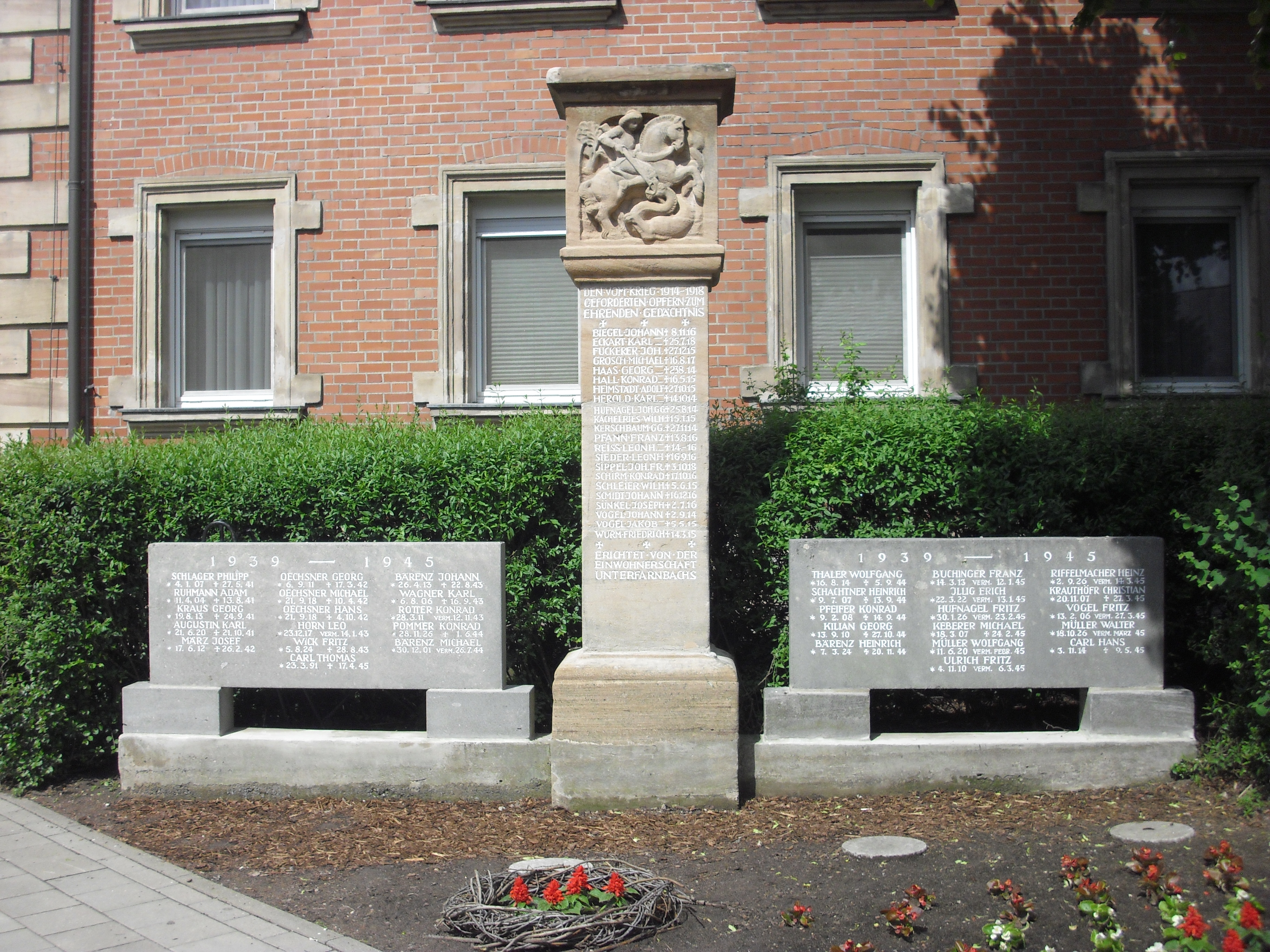
Kriegerdenkmal im alten Ortskern, das Relief zeigt den heiligen Georg

Unterfarrnbach (fränkisch: Farnbach) ist ein Gemeindeteil der kreisfreien Stadt Fürth im bayerischen Regierungsbezirk Mittelfranken. Die Gemarkung Unterfarrnbach hat eine Fläche von 8,256 km². Sie ist in 4540 Flurstücke aufgeteilt, die eine durchschnittliche Flurstücksfläche von 1818,58 m² haben. In ihr liegt neben dem namensgebenden Ort der Gemeindeteil Atzenhof.

## Geografie
Das Dorf liegt drei Kilometer nordwestlich des historischen Fürther Stadtkernes im Tal der Farrnbach. Der Fluss trennt den alten, landwirtschaftlich geprägten Ortskern im Norden von den südlich gelegenen Neubaugebieten, die eine Fläche von circa 1,6 km² einnehmen. Nördlich des Ortes befindet sich der Hügel (49° 31′ N, 10° 58′ O) der ehemaligen Mülldeponie, der nunmehr begrünt ist und als Spaziergelände zur Verfügung steht. Am Fuße des Berges befindet sich ein Golfplatz.
Unterfarrnbach grenzt im Norden an Atzenhof, im Osten an Schwand und im Süden an die Hardhöhe. Zudem führt die Hintere Straße als Brücke beim Hafen Fürth über den Main-Donau-Kanal und bildet damit den Übergang von Unterfarrnbach zum westlich gelegenen Burgfarrnbach.

## Geschichte
Der Ort wurde 1303 als „Nidern Farhembach“ erstmals urkundlich erwähnt, als der Nürnberger Burggraf Konrad die Hofmark Fürth, wozu auch Atzenhof zählte, an das Domkapitel in Bamberg abtrat. Der Ortsname leitet sich vom Gewässernamen ab, dessen Bestimmungswort entweder Farn oder Farren ist und auf eine Eigenheit des Baches verweist. Am 29. Mai 1349 wurde durch den Bamberger Bischof Friedrich I. von Hohenlohe St. Johannis in Burgfarrnbach zur Pfarrei erhoben und „inferiori Varenbach“ dieser zugewiesen.
Gegen Ende des 18. Jahrhunderts gab es in Unterfarrnbach 43 Anwesen. Das Hochgericht übte das brandenburg-ansbachische Stadtvogteiamt Langenzenn aus. Die Dorf- und Gemeindeherrschaft hatte das bambergische Dompropsteiamt Fürth. Grundherren waren das Dompropsteiamt Fürth (3 Höfe, 9 Halbhöfe, 4 Güter, 12 Gütlein, 10 Häuser) und die Nürnberger Eigenherren von Haller (3 Güter) und von Imhoff (2 Güter).
Im Rahmen des Gemeindeedikts wurde 1808 der Steuerdistrikt Unterfarrnbach gebildet, zu dem Atzenhof und Bremenstall gehörten. Im selben Jahr entstand die Ruralgemeinde, die deckungsgleich mit dem Steuerdistrikt war. Sie war in Verwaltung und Gerichtsbarkeit dem Landgericht Nürnberg zugeordnet und in der Finanzverwaltung dem Rentamt Fürth. In der freiwilligen Gerichtsbarkeit unterstand 1 Anwesen bis 1812 und von 1822 bis 1835 dem Patrimonialgericht Buch und 3 Anwesen bis 1812 und von 1823 bis 1835 dem Patrimonialgericht Nemsdorf. 1811 wurde auf dem Gemeindegebiet der Stadelhof errichtet. Ab 1862 gehörte Unterfarrnbach zum Bezirksamt Fürth und zum Landgericht Fürth (1879 in Amtsgericht Fürth umbenannt). Die Gemeinde hatte eine Gebietsfläche von 8,436 km².
Historische Karten zeigen „Unter Farrnbach“ in den 1860er Jahren als ein Straßendorf mit etwa dreißig Herdstellen.
Südöstlich des Ortes verlief ab 1850 eine Verschwenkung der Trasse der Ludwigs-Nord-Süd-Bahn, ohne dass es dort einen Halt gab.
Am 1. Januar 1918 wurde Unterfarrnbach zusammen mit Atzenhof in die Stadt Fürth eingemeindet.
Seit der 1996 beschlossenen Neugliederung des Fürther Stadtgebiets ist Unterfarrnbach der statistische Bezirk 10 und gehört zum Stadtbezirk West, hat eine Fläche von 4,586 km² und 4862 Einwohner (Stand 2004). Eine weitere Neugliederung der Gemeindeteile erfolgte im Sommer 2016.

### Baudenkmäler
- Ligusterweg 10: Schulhaus
- Unterfarrnbacher Straße: Kriegerdenkmal
- Unterfarrnbacher Str. 174: Hofanlage mit Gasthaus
- Unterfarrnbacher Str. 186: Gasthaus Rotes Ross
- Unterfarrnbacher Str. 191/193: Wohnhaus
- Unterfarrnbacher Str. 196: Wohnstallhaus
- Unterfarrnbacher Str. 199: Ehemaliges Bauernhaus, jetzt Wohnhaus
- Wegkreuz
- Grenzstein
- Vacherstr.221

### Einwohnerentwicklung
Gemeinde Unterfarrnbach (ab 1918 Bezirk Unterfarrnbach)
| Jahr      | 1818   | 1840   | 1852   | 1855   | 1861   | 1867   | 1871   | 1875   | 1880   | 1885   | 1890   | 1895   | 1900   | 1905   | 1910   | 1925   | 1950   |
| Einwohner | 446    | 519    | 578    | 611    | 618    | 641    | 671    | 788    | 724    | 775    | 699    | 718    | 762    | 816    | 839    | 993    | 1101   |
| Häuser    | 69     | 75     |        |        |        |        | 86     |        |        | 99     | 95     |        | 99     |        |        | 136    | 140    |
| Quelle    | [ 17 ] | [ 18 ] | [ 19 ] | [ 19 ] | [ 20 ] | [ 21 ] | [ 22 ] | [ 23 ] | [ 24 ] | [ 25 ] | [ 26 ] | [ 19 ] | [ 12 ] | [ 19 ] | [ 27 ] | [ 28 ] | [ 29 ] |

Ort Unterfarrnbach
| Jahr      | 001818 | 001840 | 001861 | 001871 | 001885 | 001900 | 001925 | 001950 | 001961 | 001970 | 001987 |
| Einwohner | 394    | 384    | 456    | 496    | 548    | 511    | *      | *      | 1069   | 1127   | 1118   |
| Häuser    | 52     | 54     |        |        | 69     | 66     | *      | *      | 186    |        | 282    |
| Quelle    | [ 17 ] | [ 18 ] | [ 20 ] | [ 22 ] | [ 25 ] | [ 12 ] | [ 28 ] | [ 29 ] | [ 30 ] | [ 31 ] | [ 1 ]  |

## Religion
Der Ort ist seit der Reformation evangelisch-lutherisch geprägt und ist nach St. Johannes der Täufer in Burgfarrnbach gepfarrt,  Die Einwohner römisch-katholischer Konfession sind nach St. Christkönig (Fürth) gepfarrt.

## Kultur
Auch wenn Unterfarrnbach selbst keine eigene Kirche hat, so gibt es doch eine jährlich im August stattfindende Kirchweih, gerne auch „Kärwa“ genannt. Diese wird seit 1986 von den Unterfarrnbacher Kärwaburschen ausgerichtet und es wurde eigens ein Kirchweihplatz angelegt.

## Verkehr
- Straße: Gemeindestraßen erschließen Unterfarrnbach östlich zu der Kreisstraße FÜ 1 und südlich zu der Bundesstraße 8 hin. Diese führt westlich zu der Südwesttangente und östlich zu der Bundesautobahn 73 (Frankenschnellweg) weiter.
- Schiene: Der Unterfarrnbacher Haltepunkt Fürth-Klinikum (ehemals Fürth-Unterfarrnbach) ist ein Haltepunkt der S-Bahn-Linie S 1 zwischen Fürth Hauptbahnhof und Erlangen.
- Der ÖPNV versorgt Unterfarrnbach hauptsächlich mit der VGN-Buslinie 172 / N 9. An der B 8 bestehen weitere Zustiegsmöglichkeiten zu den Linien 125, 126 und 171 sowie zur U 1 am U-Bahnhof Fürth  Klinikum.
- Luftfahrt: Die nächstgelegenen Flugplätze sind der Flughafen Nürnberg, neun Kilometer östlich und der Flugplatz Herzogenaurach, zwölf Kilometer nordwestlich.
- Schifffahrt: Seit dem Sommer 1972 steht an der Lände Fürth nahe Unterfarrnbach am Main-Donau-Kanal ein kleines, leistungsfähiges trimodales Güterverkehrszentrum Schiff/Schiene/Straße zur Verfügung.[34]